# 竹海镇 (盘州市)
竹海镇，是中华人民共和国贵州省六盤水市盘州市下辖的一个乡镇级行政单位。
2015年6月4日，贵州省人民政府批复同意盘县乡镇行政区划调整，新设置的竹海镇辖原老厂镇、珠东镇地域，镇人民政府驻老厂居委会。

## 行政区划
竹海镇下辖以下地区：
滑石板社区、老厂社区、席草坪社区、新盘社区、石门坎社区、黑土坡社区、石门村、下坎者村、黑牛坪村、上坎者村、落迁村、小坝田村、色绿村、岩峰村、喇谷村、南星村、上鱼塘村、赤黑村、珠东村、独迷村、水壶村、海子村、窑上村、卡舍村、巴达克村、大槽子村、钟山村、二坡村、左坡村、十里平村、肖家湾村和法土村。